# Scolopia steenisiana
Scolopia steenisiana é uma espécie de planta da família Salicaceae. É uma árvore endémica da Malásia Peninsular. Ela é ameaçada por perda de habitat.